# Mill Valley
Mill Valley és una població dels Estats Units a l'estat de Califòrnia. Segons el cens del 2000 tenia 13.600 habitants.

## Demografia
Segons el cens del 2000, Mill Valley tenia 13.600 habitants, 6.147 habitatges, i 3.417 famílies. La densitat de població era de 1.112,5 habitants/km².
Dels 6.147 habitatges en un 27,1% hi vivien nens de menys de 18 anys, en un 45,2% hi vivien parelles casades, en un 7,6% dones solteres, i en un 44,4% no eren unitats familiars. En el 34,1% dels habitatges hi vivien persones soles el 12,4% de les quals corresponia a persones de 65 anys o més que vivien soles. El nombre mitjà de persones vivint en cada habitatge era de 2,2 i el nombre mitjà de persones que vivien en cada família era de 2,85.
Per edats la població es repartia de la següent manera: un 21,2% tenia menys de 18 anys, un 2,9% entre 18 i 24, un 28,1% entre 25 i 44, un 32,5% de 45 a 60 i un 15,4% 65 anys o més.
L'edat mitjana era de 44 anys. Per cada 100 dones de 18 o més anys hi havia 82,5 homes.
La renda mitjana per habitatge era de 90.794 $ i la renda mitjana per família de 119.669 $. Els homes tenien una renda mitjana de 94.800 $ mentre que les dones 52.088 $. La renda per capita de la població era de 64.179 $. Entorn del 2,7% de les famílies i el 4,5% de la població estaven per davall del llindar de pobresa.

## Poblacions més properes
El següent diagrama mostra les poblacions més properes.